# Йордан Йорданов
Йордан Йорданов (болг. Йордан Тодоров Йорданов; нар. 24 жовтня 1954, Пожарево) — болгарський офіцер, генерал-майор.

## Біографія
Народився 24 жовтня 1954 в селі Пожарево. У 1973 закінчив Технічний коледж суднобудування та мореплавання в Русе. З 1973 по 1977 навчався у Вищій державній військовій школі у Велико-Тирново. Розпочав свою військову кар'єру командиром взводу тренувального танка в місті Шумен. З 1980 по 1985 був командиром навчально-танкової роти в одному дивізіоні. У 1987 закінчив Військову академію у Софії та був призначений командувачем танкового батальйону в Звездеці. З 1988 по 1990 — начальник відділу підготовки танкових резервів та зберігання зброї та техніки. У 1990 був призначений помічником начальника Оперативного відділу третьої армії в Слівені. Він залишався на цій посаді до 1992, коли став старшим помічником начальника того ж відомства. З 1994 по 1996 очолював 13-ту танкову бригаду в Слівені. З 1996 по 1998 навчався в академії Бундесвера, Гамбург. У період з 16 листопада 1998 по 13 червня 2002 був командувачем 61-ї Стрямської механізованої бригади. З 2002 по 25 квітня 2003 був командувачем 1-го армійського корпусу в Софії. З 2003 по 2007 — військовий аташе Болгарії в Німеччині.

## Військові звання
- 1977 — лейтенант
- 1980 — старший лейтенант
- 1984 — капітан
- 1989 — майор
- 1994 — підполковник
- 1998 — полковник
- 2002 — бригадний генерал
- з травня 2010 — генерал-майор

## Нагороди
- Орден «За вірну службу під прапорами» — ІІ ступеня
- Орден «За військові заслуги» — I ступеня